# Halicornopsis elegans
Halicornopsis elegans is een hydroïdpoliep uit de familie Kirchenpaueriidae. De poliep komt uit het geslacht Halicornopsis. Halicornopsis elegans werd in 1816 voor het eerst wetenschappelijk beschreven door Lamarck. 